# The Quilt
The Quilt es el cuarto álbum de estudio de Gym Class Heroes, lanzado el 9 de septiembre de 2008 por Fueled by Ramen. La mitad de los 14 temas del álbum fueron producidos por Patrick Stump con los productores Cool & Dre, Tricky Stewart mientras que Allstar produjo la otra mitad. 
El álbum debutó en el número 14 del Billboard 200 vendiendo 32 000 copias mientras que en Reino Unido debutó en el número 41 del UK Album Chart. Hasta la fecha el álbum ha vendido 116 000 copias en los Estados Unidos, considerándose como una caída considerable en las ventas en comparación con su anterior álbum. 

## Lista de canciones
| #  | Título                                | Productor      | Featured Guest(s) | Duración |
| -- | ------------------------------------- | -------------- | ----------------- | -------- |
| 1  | "Guilty as Charged"                   | Patrick Stump  | Estelle           | 4:00     |
| 2  | "Drnk Txt Rmeo"                       | Patrick Stump  | Patty Crash       | 3:25     |
| 3  | "Peace Sign/Index Down"               | Cool & Dre     | Busta Rhymes      | 4:01     |
| 4  | "Like Father, Like Son (Papa's Song)" | Patrick Stump  |                   | 4:16     |
| 5  | "Blinded by the Sun"                  | Patrick Stump  | Patrick Stump     | 3:00     |
| 6  | "Catch Me If You Can"                 | Patrick Stump  |                   | 5:07     |
| 7  | "Cookie Jar"                          | Tricky Stewart | The-Dream         | 3:35     |
| 8  | "Live a Little"                       | Patrick Stump  |                   | 3:43     |
| 9  | "Don't Tell Me It's Over"             | Cool & Dre     | Dre               | 4:11     |
| 10 | "Live Forever (Fly with Me)"          | Cool & Dre     | Daryl Hall        | 7:09     |
| 11 | "Kissin' Ears"                        | Tricky Stewart | The-Dream         | 3:42     |
| 12 | "Home"                                | Cool & Dre     | Dre               | 5:09     |
| 13 | "No Place to Run"                     | Patrick Stump  |                   | 3:45     |
| 14 | "Coming Clean"                        | Allstar        |                   | 3:02     |

## Posicionamiento
| Chart (2008)                  | Posicionamiento |
| ----------------------------- | --------------- |
| U.S. Billboard 200            | 14              |
| U.S. Billboard Top Rap Albums | 5               |
| UK Albums Chart               | 41              |